# الوحشي (فلم)
الوحشي هو فيلم دراما تاريخية ملحمي صدر عام 2024 من إخراج وإنتاج برادي كوربيت ومن سيناريو شارك في كتابته مع مونا فاستفولد. وهو إنتاج مشترك دولي بين الولايات المتحدة والمملكة المتحدة والمجر، ويشارك في بطولته أدريان برودي بدور لازلو توث، المهندس المعماري اليهودي المجري المولد الذي نجا من الهولوكوست وهاجر إلى الولايات المتحدة، حيث كافح لتحقيق الحلم الأمريكي حتى غير عميل ثري حياته. ويضم فريق التمثيل أيضًا فيليسيتي جونز وغاي بيرس وجو ألوين ورافي كاسيدي وستايسي مارتن وإيما ليريد وإسحاق دو بانكولي وأليساندرو نيفولا.
عُرض الفيلم لأول مرة في مهرجان البندقية السينمائي الدولي الحادي والثمانين في 1 سبتمبر 2024، حيث حصل كوربيت على جائزة الأسد الفضي لأفضل إخراج. وقد نال استحسان النقاد وتم اختياره كأحد أفضل عشرة أفلام لعام 2024 من قبل معهد الفيلم الأمريكي. كما فاز بثلاث جوائز في حفل توزيع جوائز الغولدن غلوب الثاني والثمانون، بما في ذلك أفضل فيلم درامي. تم إصداره في الولايات المتحدة بواسطة إيه 24 في 20 ديسمبر 2024.

## طاقم التمثيل
- أدريان برودي
- فيليسيتي جونز
- غاي بيرس
- جو ألوين
- رافي كاسيدي
  - اريان لابد
- ستايسي مارتن
- إيما ليريد
- إسحاق دو بانكولي
- أليساندرو نيفولا
- جوناثان هايد
- بيتر بوليكاربو
- كرارا

## الإنتاج

### التطوير

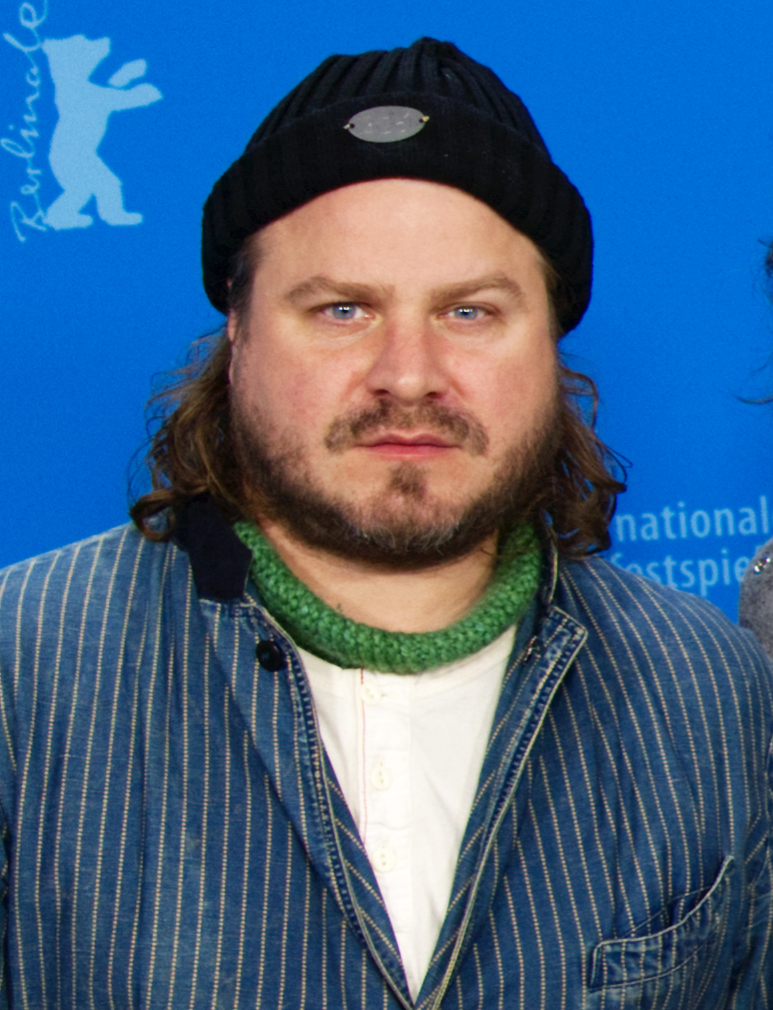
برادي كوربيت أخرج وشارك في كتابة النص

في سبتمبر 2018، أفاد موقع ددلاين هوليوود أن المخرج برادي كوربيت قد اختار الدراما التاريخية الوحشي كمشروعه التالي بعد العرض الأول العالمي لفيلمه الروائي الثاني Vox Lux. طورت شركة أندرو لورين للإنتاج (ALP) ومقرها نيويورك السيناريو مع كوربيت ومولت الفيلم. شارك كوربيت في كتابة السيناريو مع شريكته مونا فاستفولد، التي شارك معها في كتابة فيلم طفولة زعيم (2015) وفيلم Vox Lux في 2018. تم الإعلان عن الفيلم في الأصل كإنتاج مشترك بين أندرو لورين ودي جي جوجنهايم لشركة ALP، وتريفور ماثيوز ونيك جوردون لشركة بروكستريت بكتشرز، وفيلم ثري سكس زيرو للمخرج بريان يونج، والشركة البولندية مادانتس، والإنتاج التنفيذي لكريستين فاشون وباميلا كوفلر وديفيد هينوجوسا من افلام كيلر.
في 2 سبتمبر 2020، أعلن موقع ددلاين أن جويل إجيرتون وماريون كوتيار قد تم اختيارهما للقيام بدور البطولة في الفيلم، بأدوار لازلو توث وإرزيبيت توث على التوالي، وأن [مارك رايلانس]] قد تم اختياره للقيام بدور عميل لازلو الغامض. كما تم الإعلان عن سيباستيان ستان وفانيسا كيربي وإسحاق دو بانكولي وأليساندرو نيفولا ورافي كاسيدي وستايسي مارتن في أدوار غير معروفة. وصف كوربيت فيلم الوحشي بأنه "فيلم يحتفل بانتصارات أكثر أصحاب الرؤى جرأة وإنجازًا؛ أسلافنا"، والمشروع الذي يعد الأقرب إلى قلبه وتاريخ عائلته حتى الآن. كان من المقرر أن يبدأ التصوير في بولندا في يناير 2021. قدمت شركة بروتاجونيست بيكتشرز المشروع للمشترين في مهرجان تورنتو السينمائي الدولي 2020. تدور أحداث الفيلم في ولاية بنسلفانيا وتم تصويره باللغات الإنجليزية واليديشية والمجرية والإيطالية. استوحى العديد من المهندسين المعماريين والمصممين في الحياة الواقعية شخصية لازلو توث، بما في ذلك بول رودولف ولودفيغ ميس فان دير روه ولازلو موهولي ناجي ومارسيل بروير. تذكرنا العديد من تصميمات الأثاث التي صممها توث في الفيلم بأعمال بروير إلى حد كبير، بما في ذلك كرسي سيسكا والكرسي الطويل.
تم الإعلان عن مدير التصوير لول كراولي، والمحرر ديفيد جانكسو، ومصممة الأزياء كيت فوربس في 9 مارس 2023. تم الإعلان عن مصممة الإنتاج جودي بيكر في 11 أبريل 2023. قام دانييل بلومبرج بتأليف موسيقى الفيلم.
في 11 أبريل 2023، أُعلن أن أدريان برودي وفيليسيتي جونز وغاي بيرس وجو ألوين وجوناثان هايد وإيما ليريد وبيتر بوليكاربو سيشاركون في بطولة الفيلم، بينما لم يعد إدجيرتون وكوتيار وريلانس وستان وكيربي مرتبطين بالفيلم. كما أُعلن أن الفيلم سيتم إنتاجه بشكل مشترك من قبل الشركات الأمريكية والبريطانية والمجرية.

## الجوائز والترشيحات
| قائمة الجوائز والترشيحات | قائمة الجوائز والترشيحات            | قائمة الجوائز والترشيحات  | قائمة الجوائز والترشيحات    | قائمة الجوائز والترشيحات | قائمة الجوائز والترشيحات |
| السنة                    | الجائزة                             | الفئة                     | المستلم                     | النتيجة                  | م.                       |
| ------------------------ | ----------------------------------- | ------------------------- | --------------------------- | ------------------------ | ------------------------ |
| 2025                     | جوائز الأكاديمية البريطانية للأفلام | أفضل فيلم                 | الوحشي                      | رُشِّح                      | [ 1 ]                    |
| 2025                     | جوائز الأكاديمية البريطانية للأفلام | أفضل مخرج                 | برادي كوربيت                | فوز                      | [ 1 ]                    |
| 2025                     | جوائز الأكاديمية البريطانية للأفلام | أفضل ممثل                 | أدريان برودي                | فوز                      | [ 1 ]                    |
| 2025                     | جوائز الأكاديمية البريطانية للأفلام | أفضل ممثل مساعد           | غاي بيرس                    | رُشِّح                      | [ 1 ]                    |
| 2025                     | جوائز الأكاديمية البريطانية للأفلام | أفضل ممثلة مساعد          | فيليسيتي جونز               | رُشِّح                      | [ 1 ]                    |
| 2025                     | جوائز الأكاديمية البريطانية للأفلام | أفضل سيناريو أصلي         | برادي كوربيت ومونا فاستفولد | رُشِّح                      | [ 1 ]                    |
| 2025                     | جوائز الأكاديمية البريطانية للأفلام | أفضل تصوير سينمائي        | الوحشي                      | فوز                      | [ 1 ]                    |
| 2025                     | جوائز الأكاديمية البريطانية للأفلام | أفضل موسيقى تصويرية أصلية | الوحشي                      | فوز                      | [ 1 ]                    |
| 2025                     | جوائز الأكاديمية البريطانية للأفلام | أفضل تصميم إنتاجي         | الوحشي                      | رُشِّح                      | [ 1 ]                    |